# Мартін Штрбак
Мартін Штрбак (словац. Martin Štrbák; 15 січня 1975, Пряшів, ЧССР) — словацький хокеїст, захисник, згодом тренер.  
Виступав за ХК «Пряшів», «Слован» (Братислава), ХК «Списька Нова Весь», «Трнава», «Літвінов», ХК «Всетін», «Локомотив» (Ярославль), ГПК (Гямеенлінна), «Лос-Анджелес Кінгс», «Піттсбург Пінгвінс», «Манчестер Монаркс» (АХЛ), ХК «Кошиці», ЦСКА (Москва), «Металург» (Магнітогорськ), ХК «Пардубиці», «Регле» (Енгельгольм), ХК МВД, «Динамо» (Москва), «Лев» (Попрад).
У складі національної збірної Словаччини провів 153 матчі (13 голів); учасник зимових Олімпійських ігор 2006 і 2010, учасник чемпіонатів світу 2000, 2001, 2002, 2003, 2005, 2006, 2007, 2008 і 2011, учасник Кубка світу 2004. У складі молодіжної збірної Словаччини учасник чемпіонату світу 1995 (група B). У складі юніорської збірної Словаччини учасник чемпіонату Європи 1993.

## Досягнення
- Чемпіон світу (2002), срібний призер (2000), бронзовий призер (2003)
- Бронзовий призер чемпіонату Словаччини (1995, 1996)
- Чемпіон Чехії (2001)
- Чемпіон Росії (2002), бронзовий призер (2008)
- Бронзовий призер чемпіонату Фінляндії (2003)
- Володар Кубка європейських чемпіонів (2008)
- Учасник матчу усіх зірок КХЛ (2010).

## Тренерська кар'єра
Після завершення кар'єри гравця, з 2019 року по даний час працює з молодіжною збірною Словаччини, на посадах від тренера до помічника тренера.